# 경상북도의 고등학교 목록
다음 목록은 경상북도에 있는 고등학교 목록이다.

## 가
가은고등학교 ·  강구정보고등학교 ·  경구고등학교 ·  경북골프경영고등학교 ·  경북과학고등학교 ·  경북과학기술고등학교 ·  경북관광비즈니스고등학교 ·  경북기계금속고등학교 ·  경북기계명장고등학교 ·  경북드론고등학교 ·  경북생활과학고등학교 ·  경북세무고등학교 ·  경북소프트웨어마이스터고등학교 ·  경북바이오마이스터고등학교 ·  경북외국어고등학교 ·  경북일고등학교 ·  경북자연과학고등학교 ·  경북조리과학고등학교 ·  경북체육고등학교 ·  경북하이텍고등학교 ·  경북항공고등학교 ·  경북휴먼테크고등학교 ·  경산고등학교 ·  경산과학고등학교 ·  경산여자고등학교 ·  경안고등학교 ·  경안여자고등학교 ·  경일고등학교 ·  경산제일고등학교 ·  경주고등학교 ·  경주공업고등학교 ·  경주디자인고등학교 ·  경주여자고등학교 ·  경주여자정보고등학교 ·  경주예일고등학교 ·  경주정보고등학교 ·  경주화랑고등학교 ·  계림고등학교 ·  구미고등학교 ·  구미산동고등학교 ·  구미여자고등학교 ·  구미여자상업고등학교 ·  구미전자공업고등학교 ·  구미정보고등학교 ·  구미제일고등학교 ·  근화여자고등학교 ·  금성고등학교 ·  금오고등학교 ·  금오공업고등학교 ·  금천고등학교 ·  길원여자고등학교 ·  김천고등학교 ·  김천생명과학고등학교 ·  김천여자고등학교 ·  김천예술고등학교 ·  김천중앙고등학교

## 다
대가야고등학교 ·  대구가톨릭대학교 사범대학 부속 무학고등학교 ·  대동고등학교 ·  대영고등학교 ·  대창고등학교 ·  도개고등학교 ·  동국대학교 사범대학 부속 선화여자고등학교 ·  동명고등학교 ·  동지고등학교 ·  동지여자고등학교 ·  두호고등학교

## 마
명인고등학교 ·  모계고등학교 ·  무산고등학교 ·  문경공업고등학교 ·  문경여자고등학교 ·  문명고등학교 ·  문창고등학교 ·  문화고등학교

## 바
봉화고등학교 ·  북삼고등학교

## 사
사곡고등학교 ·  사동고등학교 ·  삼성생활예술고등학교 ·  상모고등학교 ·  상산전자고등학교 ·  상주고등학교 ·  상주공업고등학교 ·  상주여자고등학교 ·  상지미래경영고등학교 ·  석적고등학교 ·  선덕여자고등학교 ·  선산고등학교 ·  선주고등학교 ·  성의고등학교 ·  성의여자고등학교 ·  성주고등학교 ·  성주여자고등학교 ·  성창여자고등학교 ·  성희여자고등학교 ·  세명고등학교 ·  세화고등학교 ·  수비고등학교 ·  순심고등학교 ·  순심여자고등학교 ·  신라고등학교 ·  신라공업고등학교

## 아
안강전자고등학교 ·  안계고등학교 ·  안동고등학교 ·  안동여자고등학교 ·  안동중앙고등학교 ·  약목고등학교 ·  영광고등학교 ·  영광여자고등학교 ·  영남삼육고등학교 ·  영덕고등학교 ·  영덕여자고등학교 ·  영동고등학교 ·  영양고등학교 ·  영양여자고등학교 ·  영일고등학교 ·  영주여자고등학교 ·  영주제일고등학교 ·  영천고등학교 ·  영천성남여자고등학교 ·  영천여자고등학교 ·  영천전자고등학교 ·  영해고등학교 ·  예일메디텍고등학교 ·  예천여자고등학교 ·  오상고등학교 ·  오천고등학교 ·  우석여자고등학교 ·  울릉고등학교 ·  울진고등학교 ·  유성여자고등학교 ·  율곡고등학교 ·  의성고등학교 ·  의성여자고등학교 ·  의성유니텍고등학교 ·  이서고등학교 ·  인동고등학교

## 자
점촌고등학교 ·  죽변고등학교 ·  진량고등학교 ·  진보고등학교

## 차
청도고등학교 ·  청송고등학교 ·  청송여자고등학교

## 파
포은고등학교 ·  포항고등학교 ·  포항과학기술고등학교 ·  포항동성고등학교 ·  포항보건고등학교 ·  포항여자고등학교 ·  포항여자전자고등학교 ·  포항영신고등학교 ·  포항예술고등학교 ·  포항이동고등학교 ·  포항장성고등학교 ·  포항제철고등학교 ·  포항제철공업고등학교 ·  포항중앙고등학교 ·  포항중앙여자고등학교 ·  포항흥해공업고등학교 ·  풍산고등학교

## 하
하양여자고등학교 ·  한국국제통상마이스터고등학교 ·  한국국제조리고등학교 ·  한국미래농업고등학교 ·  한국미래산업고등학교 ·  한국산림과학고등학교 ·  한국생명과학고등학교 ·  한국원자력마이스터고등학교 ·  한국조리명장고등학교 ·  한국철도고등학교 ·  한국펫고등학교 ·  한국해양마이스터고등학교 ·  한일여자고등학교 ·  함창고등학교 ·  현서고등학교 ·  현일고등학교 ·  형곡고등학교 ·  화령고등학교 ·  효청보건고등학교 ·  후포고등학교